# Centre Catalanista del Canadà
Centre Catalanista del Canadà fou una entitat catalanista fundada a Toronto (Ontario) el 1981 per l'exiliat Josep Puigvert i Arnaus, qui el 1969 havia marxat de l'Argentina i durant uns mesos va promoure emissions radiofòniques en català, i Albert Pujolà, qui des del 1976 editava la revista Catalunya, per tal de donar a conèixer el fet nacional català i comentar les festes tradicionals catalanes. Va publicar el fulletó Països Catalans en català-francès-anglès i The Catalan Time (1986-1987).
A començaments dels anys 1990 fou absorbida pel Casal dels Països Catalans de Toronto.